# Eskadra Podchorążych Rezerwy Wojsk Lotniczych
Eskadra Podchorążych Rezerwy Wojsk Lotniczych  (eprOSL) –  szkolny pododdział Wojsk Lotniczych.

## Formowanie i zmiany organizacyjne
W 1948 roku, na lotnisku w Dęblinie, sformowano Eskadrę Podchorążych Rezerwy Wojsk Lotniczych przy Oficerskiej Szkole Lotniczej
W 1949 roku eskadra została przemianowana na Szkolną Eskadrę Oficerów Rezerwy Nr 26.
W roku 1950, wobec nowych zadań szkolnictwa lotniczego, eskadra została rozformowana.

## Dowódcy eskadry
- Jerzy Bażanow[1]